# シオドメディア
- 日本テレビ放送網 > 日本テレビ番組一覧 > シオドメディア

『シオドメディア』は、2003年4月4日から2009年9月25日まで日本テレビで放送されていた番宣番組である。

## 概要
毎回日本テレビの番組とイベントの宣伝を行っていた。また、リオン陽姿子による週末の運勢占いも行われていた。番組タイトルは、日本テレビ本社がある汐留地区とメディアを合わせた造語である。関東ローカルの番組で、日本テレビのみで放送されていた。
後番組は『CAPTAIN!TV』。

## 放送時間
いずれも日本標準時。
- 金曜 15:50 - 16:00 （2003年4月 - 2009年3月27日）
- 金曜 16:20 - 16:30 （2009年4月3日 - 2009年9月25日） - 『買物大スキ!女神の市場』との放送順序入れ替えにより、30分繰り下げとなる。

## 歴代司会者
日本テレビの女性アナウンサーが代々務めていた。担当者は「占い師見習い」として出演し、占いの前に「いっかがっかな？」と言うのが恒例になっていた。
- 初代0：佐藤良子[1]（2003年4月 - 2004年3月）
- 2代目：宮崎宣子[1]（2004年4月 - 2005年9月）
- 3代目：古閑陽子[1]（2005年10月 - 2006年9月）
- 4代目：松尾英里子[1]（2006年10月 - 2009年3月）
- 5代目：杉上佐智枝[1]（2009年4月 - 2009年9月）